# Arrondissement Loudéac
Loudéac is een voormalig arrondissement in het departement Côtes-d'Armor in de Franse regio Bretagne. Het arrondissement werd op 17 februari 1800 gevormd en op 10 september 1926 opgeheven. De negen kantons werden bij de opheffing verdeeld over de arrondissementen Dinan, Guingamp en Saint-Brieuc .

## Kantons
Het arrondissement was samengesteld uit de volgende kantons:
- kanton La Chèze - toegevoegd aan het arrondissement Saint-Brieuc
- kanton Collinée - toegevoegd aan het arrondissement Dinan
- kanton Corlay - toegevoegd aan het arrondissement Saint-Brieuc
- kanton Gouarec - toegevoegd aan het arrondissement Guingamp
- kanton Loudéac - toegevoegd aan het arrondissement Saint-Brieuc
- kanton Merdrignac - toegevoegd aan het arrondissement Dinan
- kanton Mûr-de-Bretagne - toegevoegd aan het arrondissement Guingamp
- kanton Plouguenast - toegevoegd aan het arrondissement Saint-Brieuc
- kanton Uzel - toegevoegd aan het arrondissement Saint-Brieuc